# Супергерой

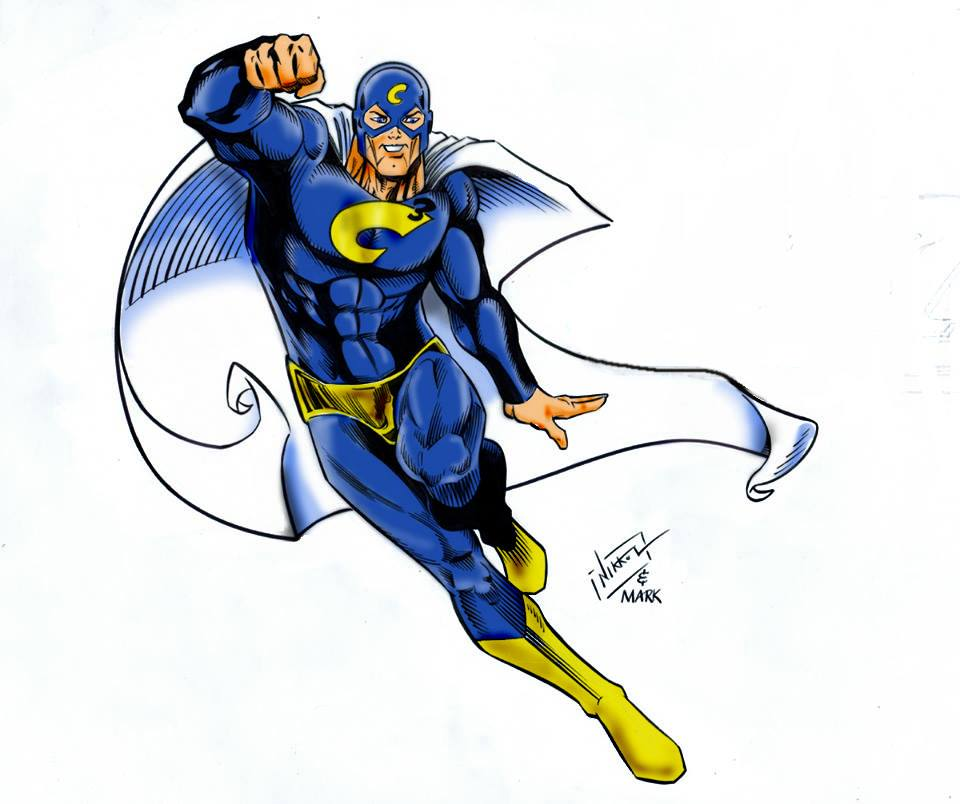
Оригінальний супергерой

Супермен — один з найвідоміших супергероїв

Супергерой (англ. Superhero) — вигаданий персонаж, наділений неординарними фізичними здібностями (суперсилами), які він направляє на звершення подвигів в ім'я загального блага. Після дебюту Супермена в 1938 році, ідея супергероя — від коротких, епізодичних пригодницьких історій до багаторічних і багатосерійних саг стала панівною для американських коміксів, з яких вона згодом поширилася і на інші медіа. Супергероя жіночої статі іноді називають супергероїня.
Згідно з більшістю визначень, персонажі не обов'язково повинні володіти надлюдською силою, щоб називатися супергероями, хоча в останньому випадку використовується також термін герой в масці, що позначає персонажів, які не наділені суперсилою, але в іншому відповідають уявленням про супергероїв.

## Історія
Термін «супергерой» бере початок в 1917 році. П'єса 1903 року «Пурпуровий Першоцвіт» і її продовження зробили популярною ідею месника в масці. Незабаром після цього почали з'являтися, персонажі Pulp-журналів у масках і костюмах, такі як Зорро (1919), і герої коміксів, такі як Фантом (1936). Так само з'явилися некостюмовані персонажі з суперсилою, Папай (1929), і головний герой романіста Філіпа Вайлі Гуго Деннер (1930).
Супергерої найчастіше з'являються в коміксах, і супергероїчні історії є переважною формою американських коміксів. Після успіху серед друкованих видань, супергерої з'явились на радіо, у серіалах, романах, фільмах та інших засобах масової інформації. Більшість супергероїв, які з'являються в інших медіа адаптовані з коміксів, але є і виключення.
Marvel Comics і DC Comics поділяють володіння маркою США на слова «супергерой» і «супергерої», і ці дві компанії володіють переважною більшістю найвідоміших і найвпливовіших супергероїв у світі. Зі «Значущої сімки», обраної The Comic Book in America: An Illustrated History (1989), Marvel належать Людина-павук і Капітан Америка, а DC — Супермен, Бетмен, Диво-жінка, Шазам.
Однак існують значущі герої, що належать іншим виданням, особливо з 1990-х, коли розвинулися Image Comics та інші компанії, що дозволяли творцям зберігати марку і редакторський контроль над їх персонажами. Геллбой і Спаун — з-поміж найуспішніших, належать творцям героїв.

## Спільні риси
Більшість супергероїв володіють такими рисами:
- Незвичайні сили й здібності, важливі навички та найновітніше спорядження. Хоча сили супергероїв широко різняться: надлюдська сила, здатність літати, посилені відчуття — найбільш популярні. Деякі супергерої не володіють надлюдськими силами, але досягли майстерності в бойових мистецтвах і науковій діяльності. Інші володіють особливими зброєю чи технологією, такими як силовий бронекостюм Залізної людини. Багато персонажів підкріплюють свої природні сили особливими зброєю або пристроєм (наприклад павутина Людини-павука, адамантові кігті[6] Росомахи, кийок Шибайголови, молот Тора та інше.

- Тверді моральні принципи, включаючи готовність ризикнути власним життям заради добра, не чекаючи винагороди. Такі принципи часто включають відмову або сильне небажання вбивати або використовувати летальну зброю.

- У кожного супергероя присутня свого роду мотивація у боротьбі зі злочинністю: така як почуття відповідальності (Людина-павук), формальне покликання (Диво-жінка), особиста вендета проти злочинців (Бетмен) або сильна віра у справедливість (Супермен).

- Покровитель друзів і родини супергероя, що захищає від ворогів; у багатьох супергероїв є довірений (зазвичай друг або родич, що присягнувся зберігати секрет), наприклад, дворецький Бетмена — Альфред Пенніворт.

- Костюм супергероя допомагає зробити його упізнаваним для громадськості. Костюми часто барвисті, щоб посилити візуальний заклик персонажа і часто включають ім'я і тему супергероя. Наприклад, Шибайголова нагадує червоного диявола, костюм Капітана Америки своїм забарвленням нагадує американський прапор, Бетмен нагадує великого кажана, а на костюмі Людини-павука візерунок павутини. Кілька супергероїв, таких як Супермен, Бетмен і Робін, носять бриджі поверх цих костюмів. Це часто висміюється як ідея, що супергерої носять спіднє поверх одягу. Багато рис костюмів супергероїв часто повторюються, включаючи :

1. Супергерої, що зберігають ім'я у таємниці, часто носять маски, що розрізняються від масок-доміно Зеленого Ліхтаря до масок на все обличчя Людини-павука і Чорної пантери. Найбільш поширені — маски, що закривають верхню частину лиця, залишаючи видимий рот і підборіддя, як у Бетмена і Капітана Америки. Це дає і правдоподібне маскування, і пізнаваність виразу обличчя. Відомий виняток — Кларк Кент, який не носить на обличчі нічого, борючись зі злочинністю як Супермен, але використовує великі окуляри в цивільному житті. Деякі персонажі носять шоломи, як Магнето.
2. Символ, такий як стилізована буква або наочний знак, зазвичай на грудях. Приклади включають «S» Супермена, емблему кажана Бетмена і емблему павука Людини-павука. Часто вони також носять загальний символ, який вказує на їх групу або лігу, як «4» на костюмах Фантастичної четвірки або «X» на костюмах Людей Ікс.
3. Обтягаючий одяг, так зване трико. Такий одяг показує атлетичну статуру героя і сексуальну привабливість й надає простий дизайн для відтворення художниками.
4. Хоча переважна більшість супергероїв не носять плащ, ця деталь гардероба все ще тісно асоціюється з ними, схоже через те що два найбільш широко відомих — Бетмен і Супермен — носять плащі. По суті, поліціянті Ґотема, міста Бетмена, використовують слово «плащ» як скорочення для всіх супергероїв і героїв у масках.
5. Хоча більшість супергеройських костюмів лише приховують особистість героя і створюють впізнаваний вигляд, частини костюмів (або сам костюм) є корисним при виконанні завдання. Пояс Бетмена з різними ґаджетами у ньому надзвичайно допомагає герою. Броня Залізної людини, зокрема, захищає його і дає технологічні переваги, а костюми Фантастичної четвірки зроблені з нестабільних молекул, які мають властивості суперсил героїв.
6. Коли тематично прийнятно, деякі супергерої одягаються як люди різних професій або субкультур.

- Вихідний мотив або тема, що зачіпає ім'я героя, костюм, особисті речі та інші аспекти його або її персонажа (так Бетмен нагадує кажана, діє вночі, викликає свій спеціальний автомобіль, який також походить на кажана, «Бетмобіль» і використовує декілька пристроїв з приставкою «бет»).

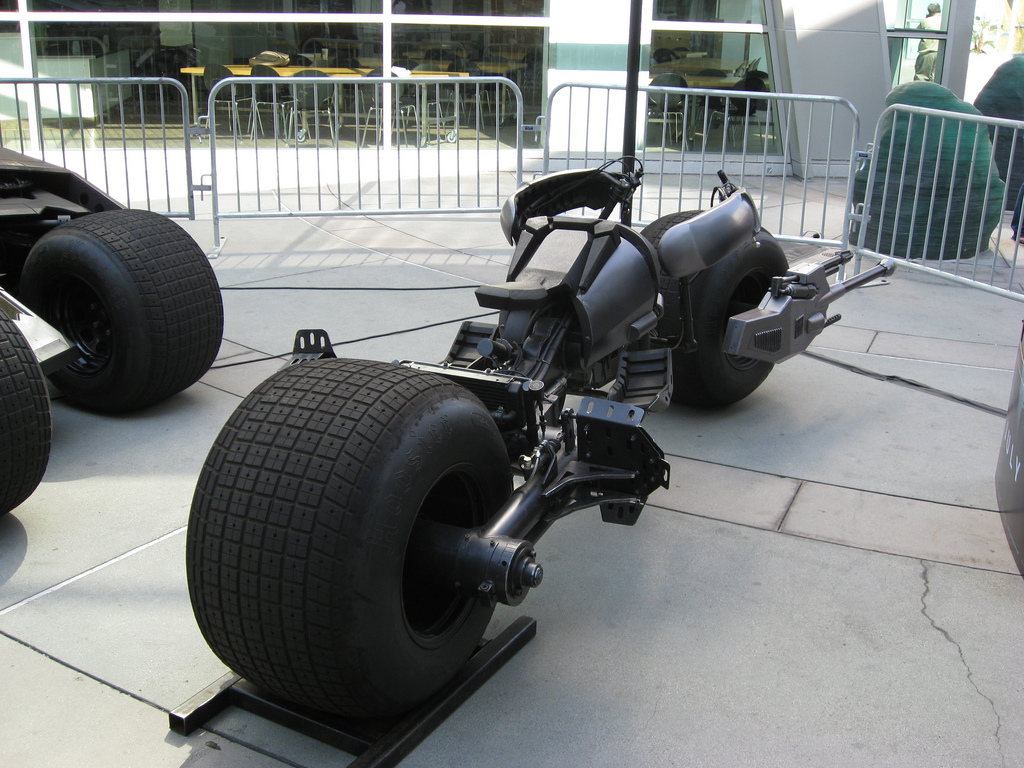
Бетпод Темного лицаря

- Допоміжний склад постійних персонажів, включає друзів героя, колег і коханих, які можуть знати або не знати про таємну особистості супергероя. Особисті відносини героя часто ускладнені цим подвійним життям — звичайна тема в історіях, зокрема, Людини-павука і Бетмена.

- Набір ворогів, з якими він неодноразово бореться. У деяких випадках супергерої починають боротьбою з банальними злочинцями, перш ніж суперзлодії виникнуть у відповідних сюжетах. У багатьох випадках герой частково винен в появі цих суперзлодіїв (Скорпіон був створений як досконалий ворог для перемоги над Людиною-павуком, а персонажі в коміксах Бетмена часто звинувачують його у створенні лиходіїв, з якими він бореться). Часто у супергероя є архіворог, більш проблемний, ніж інші. Нерідко це двійник або протилежність супергероя.

- Матеріальна незалежність (наприклад Бетмен або Залізна людина), заняття, що дозволяє мінімальний достаток (наприклад робота Супермена як репортера).

- Штаб або база операцій, зазвичай приховані від широкої громадськості (наприклад печера Бетмена).

- Передісторія, що пояснює за яких обставин персонаж виявив свої здібності, а також причини, що спонукали його або її стати супергероєм. У багатьох історіях походження присутні трагічні елементи або аномалії, що вилилися в розвиток здібностей героя.

## За межами США

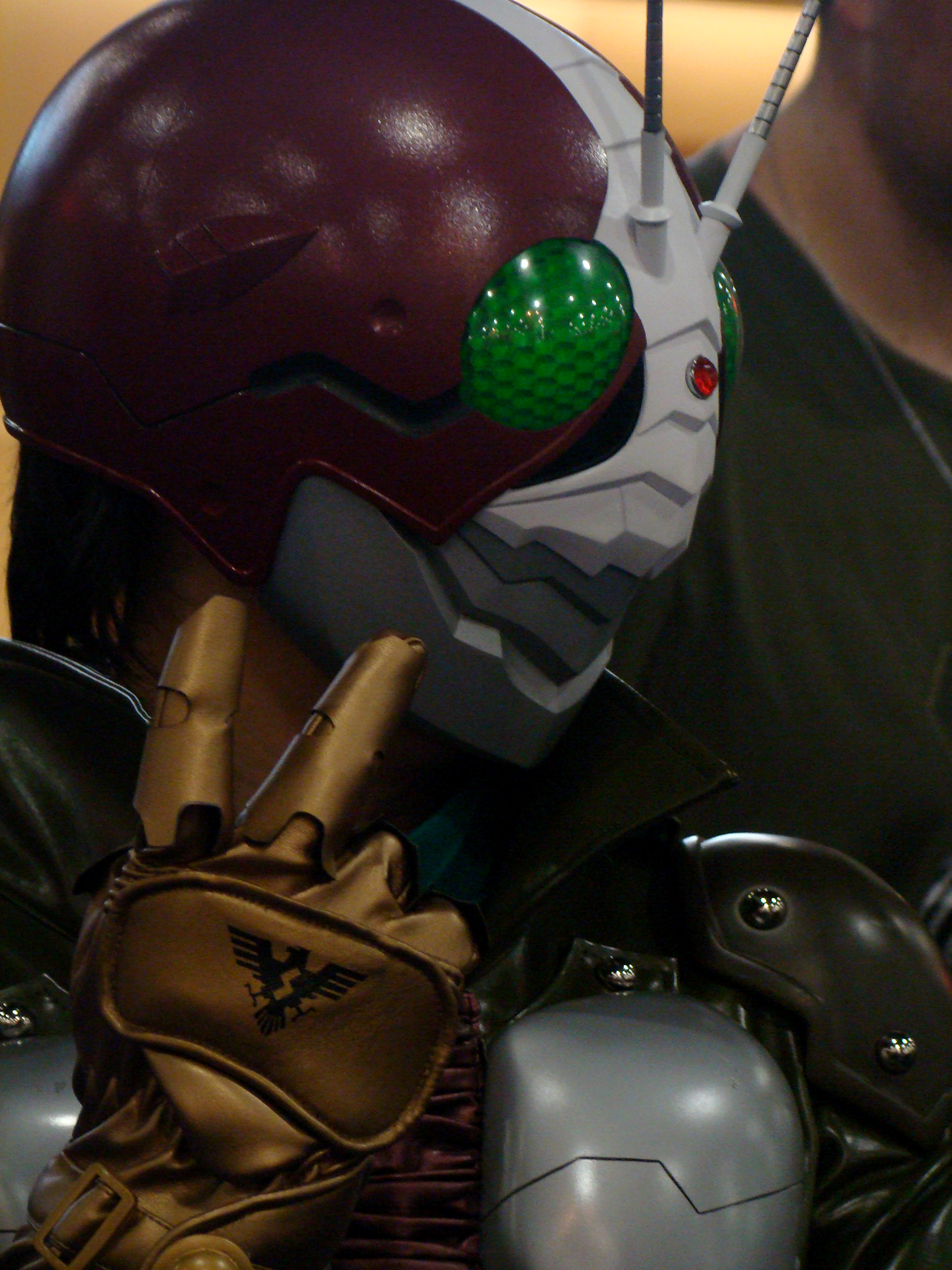
Камен Райдер V3 (косплей)

Японія — єдина країна, що наближається до США з випуску супергероїв. Більш ранні носили шарфи або на додаток до плащів, або як їх заміну, та шоломи замість масок. Північна Маска, Ультрамен, Камен Райдер, Суперсентай (основа для Могутніх рейнджерів), Металеві герої та Кікайдер стали популярні в японських акторських токусацу-шоу, а Наукова команда ніндзя Гатчамани, Кассхан, Гайвер і Сейлор Мун — основи японських аніме і манґи. Однак більшість японських супергероїв менш довговічні, ніж західні. У той час як американські розважальні компанії оновлюють і переробляють супергероїв, сподіваючись зберігати їх популярними десятиліттями, японські звільняють і вводять супергероїв швидше, зазвичай на щорічній основі, щоб продавати різноманітну супутню продукцію. До того ж японська манга часто націлена на читачок і створила для цієї аудиторії такі варіації, як «дівчинка-чарівниця».
Можливо, найвідоміший з японських супергероїв це Гоку із серії «Перлина дракона», який, на думку деяких, є японським еквівалентом Супермена.

## Список 20 найкращих супергероїв за версієюImagine Games Network[7]
| Місце | Ім'я            | Перша поява                    | Дата появи    | Видавець      |
| ----- | --------------- | ------------------------------ | ------------- | ------------- |
| 1     | Супермен        | Action Comics #1               | червень 1938  | DC Comics     |
| 2     | Бетмен          | Detective Comics #27           | травень 1939  | DC Comics     |
| 3     | Людина-павук    | Amazing Fantasy #15            | серпень 1962  | Marvel Comics |
| 4     | Росомаха        | The Incredible Hulk #180       | жовтень 1974  | Marvel Comics |
| 5     | Диво Жінка      | All Star Comics #8             | грудень 1941  | DC Comics     |
| 6     | Капітан Америка | Captain America Comics #1      | березень 1941 | Marvel Comics |
| 7     | Зелений Ліхтар  | Showcase #22                   | жовтень 1959  | DC Comics     |
| 8     | Флеш            | The Flash #110                 | грудень 1959  | DC Comics     |
| 9     | Халк            | The Incredible Hulk #1         | травень 1962  | Marvel Comics |
| 10    | Шибайголова     | Шибайголова (Marvel Comics) #1 | квітень 1964  | Marvel Comics |
| 11    | Робін           | Detective Comics #38           | квітень 1940  | DC Comics     |
| 12    | Залізна людина  | Tales of Suspense #39          | березень 1963 | Marvel Comics |
| 13    | Джин Грей       | Люди Ікс #1                    | вересень 1963 | Marvel Comics |
| 14    | Тор (персонаж)  | Journey into Mystery #83       | вересень 1962 | Marvel Comics |
| 15    | Сон             | The Sandman #1                 | січень 1989   | DC Comics     |
| 16    | Роршах          | Watchmen #1                    | вересень 1986 | DC Comics     |
| 17    | Барбара Ґордон  | Detective Comics #359          | січень 1967   | DC Comics     |
| 18    | Істота          | Fantastic Four #1              | листопад 1961 | Marvel Comics |
| 19    | Джеймс Гордон   | Detective Comics #27           | травень 1939  | DC Comics     |
| 20    | Жінка-Кішка     | Batman (серія коміксів) #1     | травень 1940  | DC Comics     |